# Jordy de Wijs
Jordy de Wijs (Kortrijk, 8 januari 1995) is een Nederlands voetballer die doorgaans als centrale verdediger speelt. Hij komt uit voor sc Heerenveen, dat hem huurt van Fortuna Düsseldorf.

## Carrière

### Jeugd
De Wijs werd in 1995 in Kortrijk geboren als zoon van de Nederlandse voetballer Edwin de Wijs, die toentertijd speelde voor KV Kortrijk in België. Zijn grootvader van moeders kant was oud-keeper en voetbaltrainer Hans van der Pluijm. Hij groeide op in het Noord-Brabantse Vlijmen. De Wijs begon met voetballen bij Vlijmense Boys en werd daar gescout door RKC Waalwijk. In 2005 verruilde hij de jeugd van RKC voor die van PSV, waar hij aansloot bij de E-pupillen. Hij doorliep vervolgens alle jeugdelftallen en werd in de winterstop van het seizoen 2012/2013 vanuit de A1 doorgeschoven naar Jong PSV.

### PSV
De Wijs debuteerde op 28 februari 2014 in het betaald voetbal toen hij het met Jong PSV opnam tegen Almere City, in de Eerste divisie. Zijn debuut in het eerste elftal van PSV volgde op 21 oktober 2015. Die dag kwam hij in de 74ste minuut in het veld als vervanger van Simon Poulsen tijdens een met 2-0 verloren wedstrijd in de UEFA Champions League, uit bij VfL Wolfsburg. Zes dagen later kreeg De Wijs voor het eerst speelminuten in het eerste elftal tijdens een wedstrijd in het toernooi om de KNVB beker, thuis tegen SC Genemuiden (6-0 winst). Hij verving die dag in de 79ste minuut Jürgen Locadia. Hij kwam op 31 oktober 2015 vervolgens voor het eerst in actie voor het eerste van PSV in een competitiewedstrijd. Die dag verving hij in de 89ste minuut Héctor Moreno tijdens een met 3-6 gewonnen wedstrijd uit bij De Graafschap. De Wijs verlengde in november 2015 zijn contract bij PSV tot medio 2019. Toenmalig PSV-coach Phillip Cocu hevelde hem in december 2015 definitief over naar de selectie van het eerste elftal.

### Excelsior Rotterdam
De Wijs begon het seizoen seizoen 2016/17 als lid van de selectie van PSV, maar speelde tot de winterstop vrijwel al zijn wedstrijden in Jong PSV. Hij liet in januari 2017 weten dat hij openstond voor een tijdelijke overstap naar een andere Eredivisieclub. Mitchell van der Gaag wilde hem graag naar Excelsior halen, dat op dat moment op de vijftiende plaats stond in de Eredivisie. PSV speelde op 14 januari 2017 nog tegen de Rotterdammers. Daags na de wedstrijd verhuurde de club De Wijs voor de rest van het seizoen aan Excelsior. Daar werd hij direct basisspeler. Tijdens een competitiewedstrijd op 19 maart 2017 thuis tegen Ajax liep hij een polsbreuk op. Ondanks deze blessure, kon hij gewoon zijn wedstrijden spelen. Zo kwam hij dat seizoen tot vijftien wedstrijden in de Eredivisie.
Na afloop van het seizoen 2016/17 keerde De Wijs in eerste instantie terug bij PSV. Hij speelde in augustus 2017 twee wedstrijden voor Jong PSV en viel één keer in tijdens een wedstrijd van het eerste elftal. PSV verhuurde hem op 31 augustus 2017 opnieuw aan Excelsior, deze keer voor een jaar. Hij heroverde bij Excelsior snel zijn basisplaats. Kort na de winterstop raakte hij geblesseerd aan zijn knie, waardoor hij een operatie aan zijn meniscus moest ondergaan. Hierdoor stond hij weken aan de kant.

### Hull City AFC
In de zomer van 2018 was er voor De Wijs weinig uitzicht op speeltijd bij PSV. Zowel Perugia Calcio als Hull City AFC meldden zich bij PSV voor de verdediger. De Wijs verkoos een overstap naar Engeland. Nadat PSV en De Wijs met de club tot een akkoord waren gekomen, tekende De Wijs een contract voor drie seizoenen bij de ploeg die uitkwam in de Championship.. De Wijs werd in het seizoen 2019/2020 benoemd tot aanvoerder van Hull City. De Wijs raakte gedurende het seizoen geblesseerd en zijn club kreeg na zijn afwezigheid enkele defensieve problemen die de degradatie naar de League One inleidde.

### Queens Park Rangers
Op 14 januari 2021 werd bekendgemaakt dat De Wijs tot het einde van het lopende seizoen verhuurd zou worden aan het Queens Park Rangers, uitkomend in de Championship. De Londense club bedong daarbij een koopoptie. Medio 2021 nam de club hem over. In totaal kwam De Wijs 22 keer in actie voor de club.

### Fortuna Düsseldorf
In januari 2022 werd De Wijs verhuurd aan Fortuna Düsseldorf in de 2. Bundesliga, met een optie tot koop. Hij debuteerde op 6 februari 2022 tegen Holstein Kiel. Hij maakte zijn eerste doelpunt op 22 april tegen Dynamo Dresden. De Wijs speelde voor zijn verhuur aan sc Heerenveen 68 wedstrijden voor de club, waarin hij goed was voor vier doelpunten.

### sc Heerenveen
In januari 2025 werd De Wijs verhuurd aan sc Heerenveen. Hij maakte zijn debuut op 12 januari, tegen NAC Breda (4-2). Hij kwam in de rust in de ploeg voor Sam Kersten.

## Clubstatistieken

### Beloften
| Seizoen     | Club        | Competitie     | Totaal | Totaal |
| Seizoen     | Club        | Competitie     | Wed.   | Dlp.   |
| ----------- | ----------- | -------------- | ------ | ------ |
| 2013/14     | Jong PSV    | Eerste divisie | 7      | 0      |
| 2014/15     | Jong PSV    | Eerste divisie | 25     | 1      |
| 2015/16     | Jong PSV    | Eerste divisie | 21     | 3      |
| 2016/17     | Jong PSV    | Eerste divisie | 12     | 2      |
| 2017/18     | Jong PSV    | Eerste divisie | 2      | 1      |
| Team totaal | Team totaal | Team totaal    | 67     | 7      |

### Senioren
| Seizoen         | Club                | Competitie      | Competitie | Competitie | Beker | Beker | Internationaal | Internationaal | Totaal | Totaal |
| Seizoen         | Club                | Competitie      | Wed.       | Dlp.       | Wed.  | Dlp.  | Wed.           | Dlp.           | Wed.   | Dlp.   |
| --------------- | ------------------- | --------------- | ---------- | ---------- | ----- | ----- | -------------- | -------------- | ------ | ------ |
| 2015/16         | PSV                 | Eredivisie      | 1          | 0          | 1     | 0     | 1              | 0              | 3      | 0      |
| 2016/17         | PSV                 | Eredivisie      | 0          | 0          | 0     | 0     | 1              | 0              | 1      | 0      |
| 2016/17         | → Excelsior         | Eredivisie      | 15         | 0          | 0     | 0     | —              | —              | 15     | 0      |
| 2017/18         | PSV                 | Eredivisie      | 1          | 0          | 0     | 0     | —              | —              | 1      | 0      |
| 2017/18         | → Excelsior         | Eredivisie      | 19         | 0          | 1     | 0     | —              | —              | 20     | 0      |
| 2018/19         | Hull City           | Championship    | 32         | 1          | 0     | 0     | —              | —              | 32     | 1      |
| 2019/20         | Hull City           | Championship    | 35         | 2          | 0     | 0     | —              | —              | 35     | 2      |
| 2020/21         | Hull City           | Championship    | 7          | 0          | 2     | 0     | —              | —              | 9      | 0      |
| 2020/21         | Queens Park Rangers | League One      | 9          | 0          | 0     | 0     | —              | —              | 9      | 0      |
| 2021/22         | Queens Park Rangers | Championship    | 12         | 0          | 1     | 0     | —              | —              | 13     | 0      |
| 2021/22         | Fortuna Düsseldorf  | 2. Bundesliga   | 10         | 1          | 0     | 0     | —              | —              | 10     | 1      |
| 2022/23         | Fortuna Düsseldorf  | 2. Bundesliga   | 20         | 1          | 1     | 0     | —              | —              | 21     | 1      |
| 2023/24         | Fortuna Düsseldorf  | 2. Bundesliga   | 30         | 2          | 2     | 0     | —              | —              | 32     | 2      |
| 2024/25         | Fortuna Düsseldorf  | 2. Bundesliga   | 4          | 0          | 1     | 0     | —              | —              | 5      | 0      |
| 2024/25         | → Sc Heerenveen     | Eredivisie      | 0          | 0          | 0     | 0     | —              | —              | 0      | 0      |
| Carrière totaal | Carrière totaal     | Carrière totaal | 195        | 5          | 9     | 0     | 2              | 0              | 206    | 7      |

## Erelijst
| Kampioen Eredivisie | 1x | 2015/16 |